# (35238) 1995 QR1
1995 QR1 (asteroide 35238) é um asteroide da cintura principal. Possui uma excentricidade de 0.07637670 e uma inclinação de 2.46447º.
Este asteroide foi descoberto no dia 20 de agosto de 1995 por Beijing Schmidt CCD Asteroid Program em Xinglong.